# Mark Rothko
ne pas confondre avec Konstantin Rodko, autre peintre letton.
Mark Rothko, né Markuss Rotkovičs le 25 septembre 1903 à Dvinsk (gouvernement de Vitebsk, actuelle Daugavpils en Lettonie) et mort le 25 février 1970 à New York, est un peintre américain. Classé parmi les représentants de l'expressionnisme abstrait américain, Rothko refusait cette catégorisation jugée « aliénante ».

## Biographie

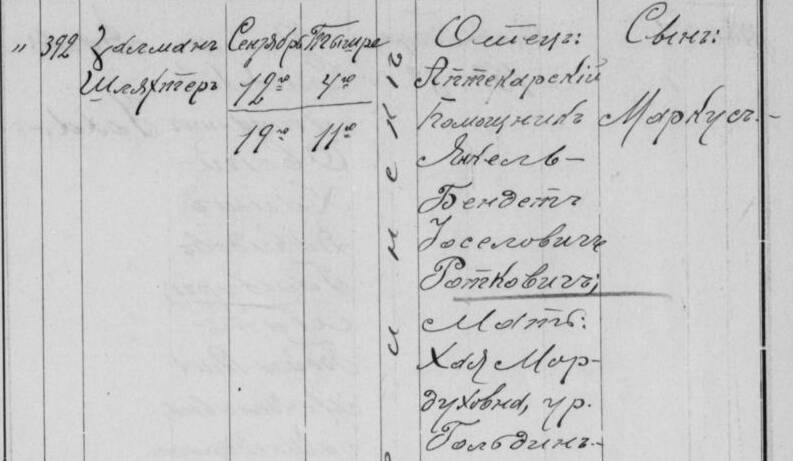
Acte de naissance de M. Rothko.

Né en 1903 à Dvinsk dans l’Empire russe (aujourd’hui Daugavpils en Lettonie),, Markuss Rotkovičs est le benjamin d'une famille juive de quatre enfants, fils du pharmacien de la ville. Pour que ses fils ne soient pas embrigadés de force dans l'armée impériale russe, son père émigre aux États-Unis, puis y fait venir ses aînés en 1912 et ses plus jeunes enfants fin 1913. Markuss s'installe avec sa mère et sa sœur à Portland, en Oregon, en 1913, pour y rejoindre son père et ses frères, « emportant avec lui son éducation talmudique comme ses souvenirs des pogroms et des persécutions de son enfance ». Son père meurt un an après leur arrivée. Il fait ses études à la Lincoln High School de Portland, puis à l'université Yale.
En 1929, il devient professeur de dessin pour des enfants, se marie en 1932 avec Edith Sachar puis fonde, en 1934, l’Artist Union de New York. Ce n'est par ailleurs qu'en 1940 qu'il adopte le nom anglicisé de Mark Rothko, deux ans après avoir pris la nationalité américaine. D'après ses amis, il était d'un naturel difficile, profondément anxieux et irascible mais malgré cela, il pouvait aussi être plein de dévouement et d'affection. La muse Ruth Kligman était son amie. 
C'est dans les années 1950 que sa carrière démarre véritablement, notamment grâce au collectionneur Duncan Phillips qui lui achète plusieurs tableaux et, après un long voyage du peintre en Europe, lui consacre une salle entière de sa collection. C'était le rêve de Rothko, qui souhaitait que les visiteurs ne soient pas perturbés par d'autres œuvres.

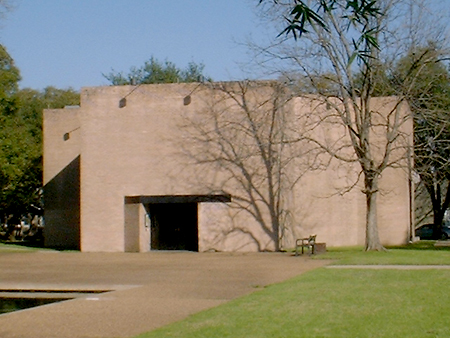
La chapelle Rothko à Houston.

Les années 1960 sont pour lui la période des grandes commandes (université Harvard, Marlborough Gallery de Londres, chapelle à Houston) et du développement de ses idées sur la peinture.
À la fin de sa vie, il crée une fondation pour les artistes nécessiteux. Mais cet élan créateur et de reconnaissance est stoppé par la maladie, un anévrisme de l’aorte handicapant, l'empêchant de peindre des grands formats.
Mark Rothko se suicide en 1970 à New York.

## Œuvres
Rothko était un grand travailleur ; son catalogue raisonné recense 834 tableaux dont 424 avec ses fameux colorfield. C’était également un intellectuel qui aimait la musique, la littérature et la philosophie, plus particulièrement les écrits de Nietzsche et la mythologie grecque. Influencé par l'œuvre d'Henri Matisse – à qui il a d'ailleurs consacré un hommage dans une de ses toiles – Rothko occupe une place singulière au sein de l'École de New York.
Après avoir expérimenté l'expressionnisme abstrait (mouvement artistique dans lequel il côtoiera notamment Jackson Pollock et Adolph Gottlieb) et le surréalisme, il développe à la fin des années 1940 une nouvelle façon de peindre. En effet, hostile à l'expressionnisme de l'action painting, Rothko (ainsi que Barnett Newman et Clyfford Still) invente une nouvelle façon, méditative, de peindre, que le critique Clement Greenberg définira comme le Colorfield Painting, littéralement « peinture en champs de couleur ».
Dans ses toiles, en effet, il s’exprime exclusivement par le moyen de la couleur qu’il pose sur la toile en aplats à bords indécis, en surfaces mouvantes, parfois monochromes et parfois composées de bandes diversement colorées. Il atteint ainsi une dimension spirituelle particulièrement sensible.

### Maturité artistique
Rothko se sépare de son épouse Edith Sachar durant l'été 1937 à la suite du succès de celle-ci dans ses affaires de bijouterie. Apparemment, il ne prenait pas plaisir à travailler avec son épouse et se serait senti menacé et jaloux de son succès financier. Edith et lui se réconcilient en automne, mais leurs rapports restent tendus.
Le 21 février 1938, Rothko obtient la nationalité américaine, incité par ses craintes que l'influence nazie croissante en Europe puisse provoquer la déportation soudaine des juifs américains. L'apparition de sympathies nazies aux États-Unis augmente ses craintes ; en janvier 1940, Marcuss Rothkovich change son nom en Mark Rothko, l'abréviation commune « Roth » étant identifiée comme juive. Après le pacte germano-soviétique entre Hitler et Staline en 1939, Rothko, Avery, Gottlieb et d'autres, quittent le Congrès des artistes américains en signe de protestation face au rapprochement du congrès avec le communisme radical. En juin, il forme avec d'autres artistes la Fédération des peintres et sculpteurs modernes. Leur objectif est de maintenir l'art exempt de propagande politique.

### Inspiration mythologique

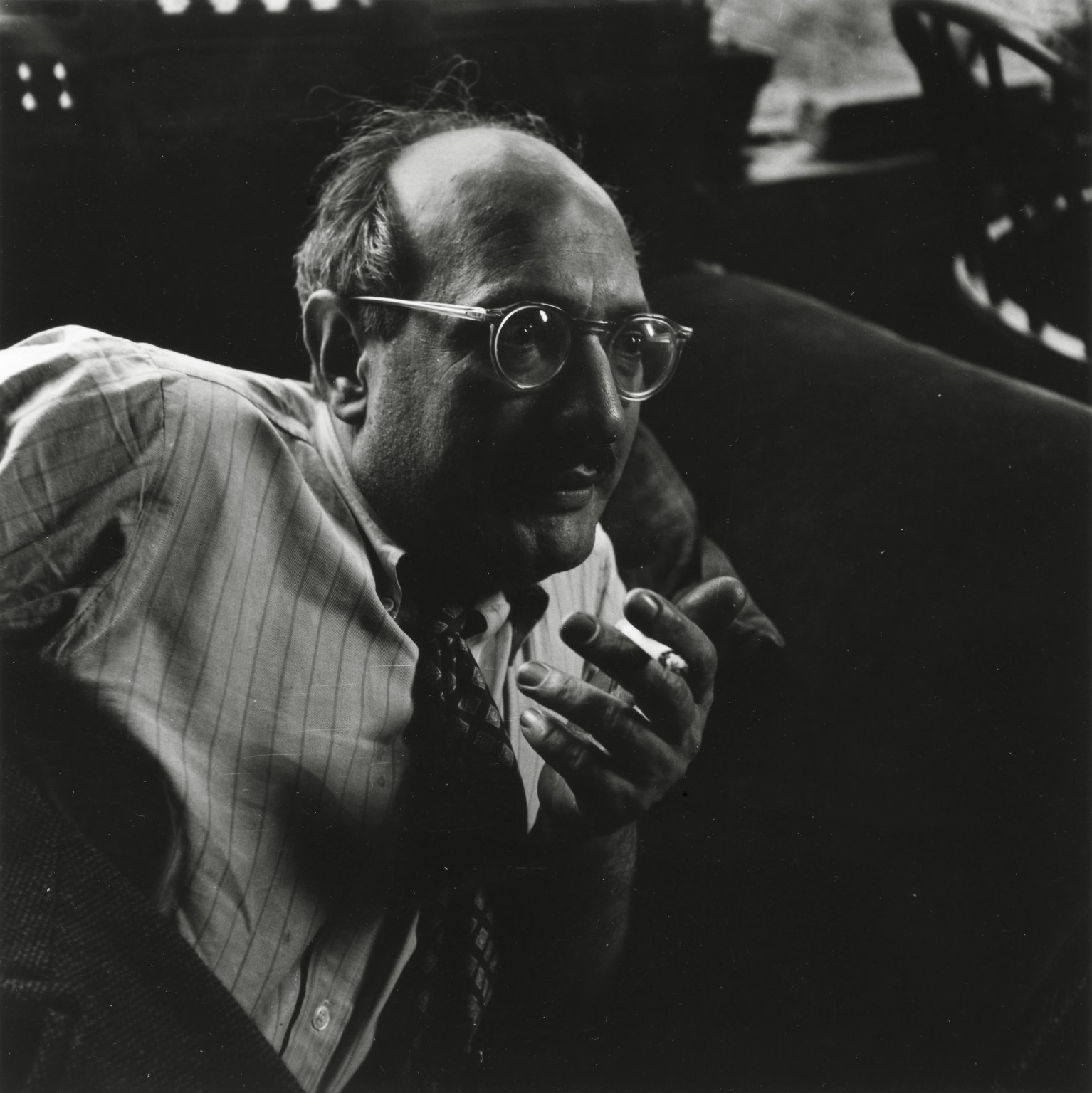
Mark Rothko vers 1949.

Craignant que la peinture moderne américaine ait atteint une impasse, Rothko est attentif à l'exploration de sujets différents des scènes naturelles et urbaines ; des sujets qui compléteraient son souci croissant de la forme, la spatialité et la couleur. La crise mondiale de la guerre prête à cette recherche une immédiateté — une urgence — de même que son insistance à trouver de nouveaux thèmes ayant un impact social, capables de transcender les limites des valeurs et symboles politiques. Dans son important essai, The Romantics Were Prompted publié en 1949, Rothko observe que « l'artiste archaïque […] trouve vis-à-vis des dieux et demi-dieux la nécessité de créer un groupe d'intermédiaires, monstres, hybrides » d'une manière similaire à l'homme moderne trouvant des intermédiaires dans le parti fasciste ou communiste.
Cependant, en raison des découvertes, de l'impérialisme et des avancées scientifiques de l'Europe, les liens traditionnels se sont érodés et la mythologie a été remise en question ; les anciennes mythologies (basées sur le social) auraient été remplacées par l'individu. Pour Rothko, « sans monstres ni dieux, l'art ne peut figurer un drame » et « quand ils furent abandonnés comme superstitions intenables, l'art tomba dans la mélancolie. » Par conséquent, les « grandes réalisations » de civilisations qui acceptèrent l'improbabilité du mythe « sont celles de la figure humaine solitaire dans un moment d'immobilité complète » capable « d'indiquer son souci du principe moral et un insatiable appétit pour une expérience omniprésente de ce principe. », dans l'idée que chacun, libéré des dieux et des monstres, pourrait être capable de « respirer et d'étirer son bras vers l'autre ». Cette « figure humaine seule dans un moment d'immobilité complète » a servi de prototype aux dernières peintures de Rothko : le style singulier de ses champs irradiant de couleur, solitaires mais tout autant liés aux images transcendantes de la mythologie.
L'utilisation par Rothko de la mythologie comme commentaire de l'histoire actuelle n'était nullement une innovation. Rothko, Gottlieb et Newman lisaient et discutaient des travaux de Freud et Jung, en particulier leurs théories respectives à propos des rêves et des archétypes de l'inconscient collectif, et envisageaient les symboles mythologiques comme des images auto-référentes — opérant dans un espace de conscience humaine qui transcende les histoires et cultures spécifiques. Par conséquent, des images de la Grèce déchirée par les guerres antiques auraient un impact similaire (sinon supérieur) à une coupure de journal présentant Londres déchiré par la guerre, en première page du Sunday Times.
Indépendamment de la connaissance de l'homme moderne des symboles mythologiques, ces images parleraient directement à l'inconscient jungien et réveilleraient des énergies cachées chez l'homme, les remontant à la surface. Rothko expliqua plus tard que son approche artistique fut « réformée » par son étude des « thèmes dramatiques du mythe. » Il cessa apparemment de peindre durant toute l'année 1940, et étudia L'Interprétation des rêves de Sigmund Freud et Le Rameau d'or de l'anthropologue James George Frazer. Rothko expliquera par la suite avoir voulu transgresser les canons artistiques pour intégrer un espace d'expression plus vaste et grand, celui de la création en général.

### Inspiration nietzschéenne
Pourtant le livre le plus crucial pour Rothko dans cette période serait La Naissance de la tragédie de Friedrich Nietzsche,.
La nouvelle vision de Rothko essaierait donc de s'adresser aux exigences de la spiritualité de l'homme moderne et aux exigences créatives mythologiques, à l'identique de Nietzsche clamant que la tragédie grecque est une recherche humaine pour racheter les terreurs d'une vie mortelle. Les objectifs artistiques modernes ont cessé d'être le but de Rothko. À partir de ce moment-là, son art soutiendrait en tant que but le « fardeau » de soulager le vide spirituel fondamental de l'homme moderne; un vide créé en partie par l'absence d'une mythologie adressée correctement à « la croissance d'un esprit enfantin et […] à la vie et les luttes d'un homme » et pour fournir la reconnaissance esthétique nécessaire à la libération des énergies inconscientes, précédemment libérées par les images, symboles et rituels mythologiques.
Rothko se considérait lui-même comme un « faiseur de mythe » et proclamait que le seul sujet valable était celui qui est tragique. « L'expérience tragique ragaillardie », a-t-il écrit, « est pour moi la seule source d'art. »

### Expériences picturales après la Seconde Guerre mondiale et peinture de l'intense
Il divorce d'Edith Sachar, sa première épouse, en 1944, et rencontre Mary Alice Beistle, dite Mell, l'année suivante,. Mary Alice Beistle soutient ses recherches picturales. Dans la série des Multiformes peinte entre 1946 et 1949, il n'y a plus de distinction entre figure et fond. Le tableau est  désormais une surface composée de zones colorées de taille et de forme diverses qui se superposent et se juxtaposent. Sa peinture ne porte plus de sujet.

Chez cet artiste, la couleur est désormais débarrassée de l'objet et devient l'unique objet de vision, comme dans son œuvre intitulée Number 12 et dans  d'autres similaires. Pour l'historienne de l'art Suzanne Pagé parlant de ses créations, 

« Parce que, comme il dit, il peint les émotions humaines fondamentales, la tragédie, la mort, l’extase. C’est universel, intemporel. Cette œuvre vous met face à vous-même. Je pense que l’on ne peut pas y échapper. D’abord parce qu’elle a quelque chose de très sensuel, jouissif, une séduction qui rend captif. Dans laquelle, il le revendique, il a mis le maximum de violence. »

### Cote
- En novembre 1999, une de ses toiles de 1952 a été vendue pour la somme de 10,2 millions d'euros.
- En novembre 2005, sa toile Hommage à Matisse de 1953 a été vendue chez Christie's New York pour 22,5 millions de dollars[22].
- En mai 2007, sa toile Centre blanc de 1950 a battu ce record, se vendant pour 72,8 millions de dollars chez Sotheby's New York[23]. Elle était vendue par David Rockefeller, qui était présent lors de la vente.
- En mai 2012, Orange, Red, Yellow (1961) a été adjugée près de 87 millions de dollars[24].
- En mai 2014, la toile Untitled (Yellow and Blue) a été adjugée pour 46,5 millions de dollars à New York par Sotheby’s[25].

## Expositions (sélection)

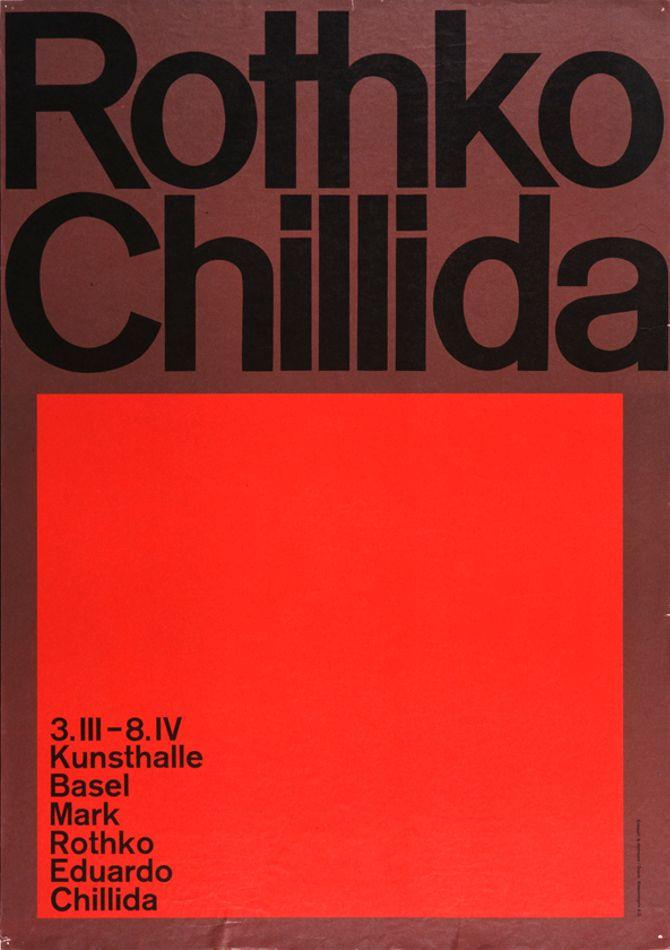
Affiche d'une exposition des œuvres de Mark Rothko et Eduardo Chillida à la Kunsthalle Basel en 1962.

- Mark Rothko, Museum of Modern Art, New York, janvier-mars 1961, puis Whitechapel Gallery, Londres[8]
- Mark Rothko, musée d'Art moderne de Paris, janvier-avril 1999[26]
- Rothko. The Late Series, Tate Modern, Bankside, Londres, décembre 2008 - janvier 2009[27],[28].
- Rothko in Britain, Whitechapel Gallery, Londres, septembre 2011 - février 2012[8]
- Abstract Expressionism, Royal Academy of Arts, Londres, septembre-décembre 2016[29]
- Mark Rothko, musée d'Histoire de l'art, Vienne, Autriche, mars-juin 2019[30]
- Mark Rothko, Fondation Louis Vuitton, octobre 2023 à avril 2024[31]

## Écrits et publications
Rothko n'a laissé que peu d'écrits : essentiellement une correspondance avec divers artistes ou professionnels de l'art. Il a cependant laissé un manuscrit inachevé, La Réalité de l'artiste, datant des années 1940 (donc antérieur à sa période la plus connue de « Color Field painting » ), où il disserte sur l'art occidental et son évolution. Cet ouvrage, découvert en 1988, soit dix-huit ans après son décès, a été édité par son fils en 2004.
- La Réalité de l'artiste, éd. et introd. de Christopher Rothko, Paris, Flammarion, 2004, trad. de l'anglais par Pierre-Emmanuel Dauzat ; rééd. Paris, Flammarion, coll. « Champs », 2015.
- Écrits sur l'art, textes réunis et préfacés par Miguel Lopez-Remiro, Paris, Flammarion, 2005.

## Collections et musée
- (en) Collection de 19 œuvres[33] au MoMA.
- La chapelle Rothko[34].
- Daugavpils Mark Rothko Art Centre[35],[36],[37], musée consacré au peintre et ouvert dans sa ville natale de Daugavpils (Lettonie).

#### Dictionnaire
- Emmanuel Bénézit, Dictionnaire critique et documentaire des peintres, sculpteurs, dessinateurs et graveurs de tous les temps et de tous les pays, vol. 11, Paris, Éditions Gründ, janvier 1999, 13440 p. (ISBN 978-2-7000-3021-1, LCCN 2001442437), p. 954-956.

#### Monographies
- Mark Rothko: 1903 - 1970, Alan Bowness éd., avec des écrits de Mark Rothko, Londres, Tate Gallery, 1987.
- Jacob Baal-Teshuva, Rothko, Paris, Le Monde, 2005 ; Taschen, 2009. — ed. en anglais disponible sur Internet Archive.
- Stéphane Lambert, Mark Rothko. Rêver de ne pas être, Les Impressions nouvelles, 2011 ; rééd. Arléa.
- Annie Cohen-Solal, Mark Rothko, Arles, Actes Sud, 2013.
- Christopher Rothko (trad. Annie Pérez et Jean-François Allain), Mark Rothko : L'intériorité à l’œuvre, Hazan/Fondation Louis Vuitton, 2023 (ISBN 978-2-7541-1328-1)

#### Articles
- Annie Cohen-Solal, « Artistes et déracinement : le cas de Mark Rothko: », dans Migrations, réfugiés, exil, Odile Jacob, 2017 (ISBN 978-2-7381-3989-4, DOI 10.3917/oj.bouch.2017.01.0183, lire en ligne), p. 183–199

### Documentaire
- (fr) (en) Mark Rothko, un humaniste abstrait, réalisé par Isy Morgensztern, 52 min, DVD édité aux Éditions Montparnasse. Le film retrace le parcours du peintre et montre nombre de ses œuvres, dont celles peu connues des périodes qui précèdent et suivent la période abstraite dite « classique ». En bonus, une interview du fils du peintre, Christopher Rothko (33 min).